# Эфеб из Антикиферы
Эфе́б из Антики́феры — древнегреческая бронзовая статуя высотой 194 см, найденная ловцами губок в 1900 году у берегов острова Андикитира вместе со знаменитым антикитерским механизмом.
Выловленные из моря фрагменты поступили в Национальный археологический музей, где из них была составлена целостная статуя; в 1950-е годы реставрация проводилась повторно. В вытянутой правой руке юноша прежде держал сферический предмет. На этом основании высказываются предположения, что это Персей с головой Горгоны либо Парис, протягивающий яблоко раздора Афродите. В последнем случае автором скульптуры, датируемой 340-ми годами до н. э., мог быть известный по письменным свидетельствам последователь Поликлета по имени Евфранор.